# 赫雷謝尼夫卡
47°23′7″N 33°49′18″E / 47.38528°N 33.82167°E
赫雷謝尼夫卡（烏克蘭語：Хрещенівка）是位於烏克蘭南部的村莊，由赫爾松州貝里斯拉夫區的新沃龍佐夫卡市鎮負責管轄。該村始建於1821年，面積197.5平方公里，海拔高度82米，2001年人口780，人口密度每平方公里4人。
2022年俄羅斯入侵烏克蘭期間，當地被俄羅斯佔領。2022年10月3日，赫雷謝尼夫卡被烏克蘭收復。